# Amalia af Luxembourg
Amalia af Luxembourg (født 15. juni 2014) er en luxemburgsk prinsesse. Han er det første barn af Félix af Luxembourg og dennes kone Claire af Luxembourg.

## Dåb
Prinsesse Amalia blev døbt den 12. juli 2014 i kirken Chapelle de Saint-Ferréol i Lorgues, som ligger i Frankrig. Hendes faddere var hendes faster prinsesse Alexandra og hendes onkel Felix Lademacher.